# 류블랴나 중앙시장

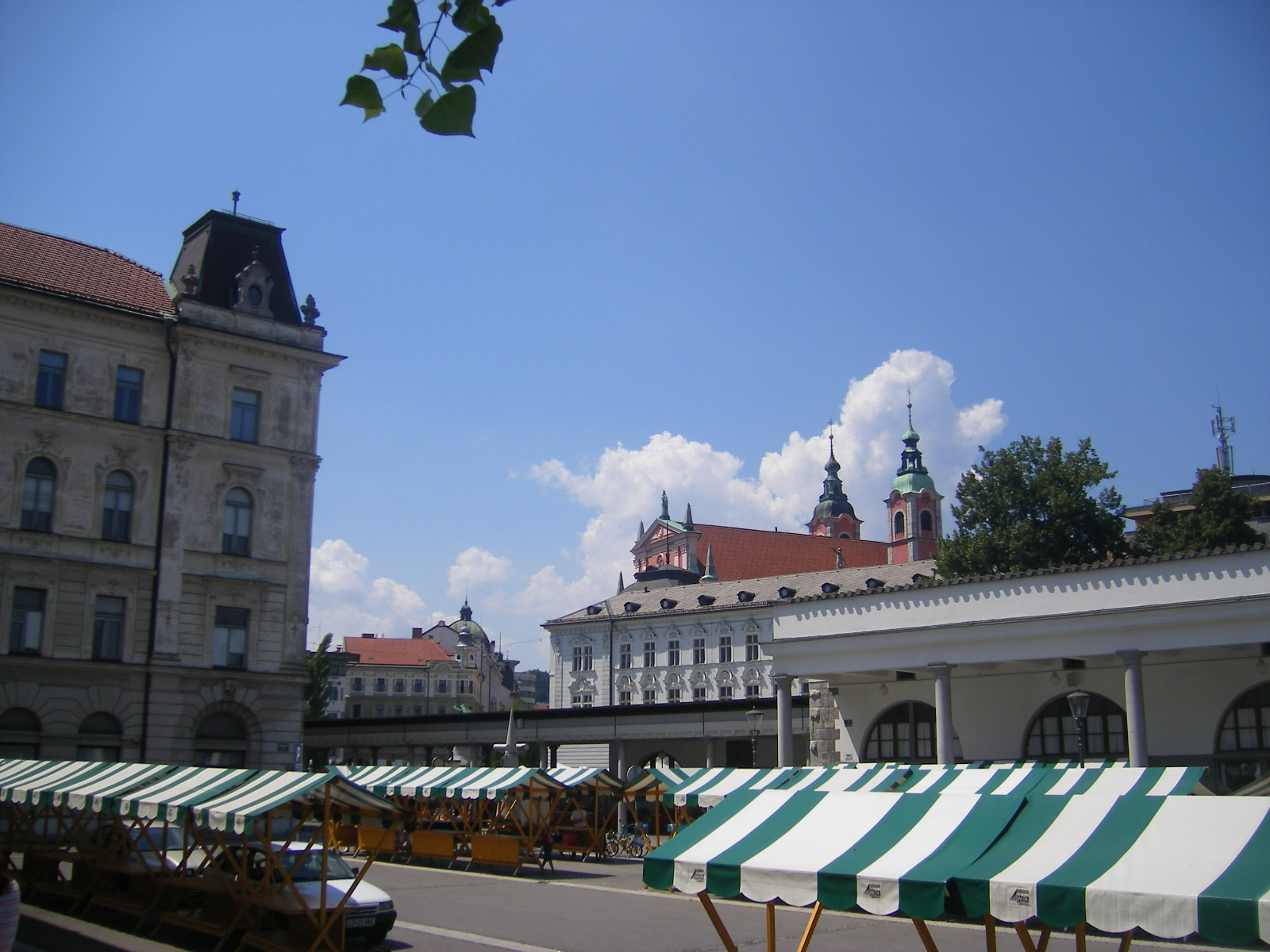
류블랴나 중앙시장

류블랴나 중앙시장(슬로베니아어: Osrednja ljubljanska tržnica) 또는 플레치니크 시장(슬로베니아어: Plečnikova tržnica)은 슬로베니아의 수도인 류블랴나에 있는 시장이다. 시장 건물은 1931년에서 1939년 사이에 요제 플레치니크가 설계하였다. 류블랴니차강의 오른쪽 기슭에 있는 트로모스토브예교와 용의 다리 사이에 뻗어 있다. 시장과 보드니크 광장이 위치한 곳은 국가적으로 중요한 문화적 기념물이다.